# Олга Смедеревац
Олга Смедеревац рођена Алексић (Панчево, 28. јул 1891 — Панчево, 22. август 1973) била је српски добротвор, сакупљач и чувар уметнина, покровитељ многих уметника тог времена, са којима је била и приватно блиска.

## Биографија
Рођена је у веома угледној трговачкој породици Алексић. Била је најстарије дете Милутина и Јованке Алексић и имала две сестре Софију и Смиљу. Сестре Алексић одгајане су у складу са патријархалним нормама тог времена и веома су поштовале своје родитеље. Отац јој је био чувени трговац, док је мајка била једна од првих чланица Добротворне задруге Српкиња панчевачких основане 1894. године и била је рођака Јована Јовановића Змаја. Олгин стриц Владимир Алексић је био чувени лекар и револуционаран по томе што је конструисао први, сопствени аероплан.
Олга је завршила Српску вишу девојачку школу и била је ученица Исидоре Секулић. Течно је говорила француски, немачки, мађарски и руски језик, свирала је клавир и често је свирала јавно.
Друштвене норме тог времена су налагале да се женска деца требају удати што раније и рађати децу, ни сестре Алексић нису биле изузетак. Олга се први пут удала са 17 година за Армина Креврата из Турског Бечеја (данас Нови Бечеј). Брак је трајао четири године од 1908. до 1912. године. У други брак улази брзо након првог, са бароном Баторијем, који је био доста старији од ње, али брак је врло брзо споразумно раскинут. Олга је била јако лепа и многи су били заљубљени у њу. Један од њих је био и Исидор Бајић, композитор, који је неке своје композиције посветио Олги. Трећи пут Олга се удала 1914. године за Стевана Смедеревца. Стеван је рођен 1882. у Баваништу, завршио је студије медицине у Будимпешти, а у Панчеву ће радити као лекар од 1912. године. Током балканских ратова (1912-1913) лечио је рањене српске војнике у Београду и за то добио орден Светог Саве. Панчевци га бирају за дечијег лекара, а лечио је бесплатно најсиромашније грађане. Као и Олга Стеван се доста занимао за уметност. Њих двоје ће остати заједно до краја живота. Он је остао запамћен као велики хуманитарац, али као и Олга сакупљач уметнина. 
Олга Смедеревац је била оснивач ,,институције" познате као Салон Олге Смедеревац. Иако је носио име Олге Смедеревац у салону су биле присутне и породице Имреи и Андрејевић, у којима се биле удате Олгине млађе сестре. На зидовима у салону налазиле су се слике водећих сликара међуратног периода као што су Марино Тартаља, Марко Мурат, Мило Милуновић, Петар Добровић, Јован Бијелић, Живорад Настасијевић, Милош Вушковић, Урош Предић, Иван Радовић, Фрањо Радочај и Милан Бутозан. Од вајара ту се могао наћи Иван Мештровић, Ристо Стијовић, Тома Росандић и Петар Палавичини. Салон су осим сликара посећивали и композитори и књижевници, неки од њих су Јован Бандур, Петар Коњовић, Исидор Бајић, Милош Црњански, Исидора Секулић, Милан Ћурчин, Миховил Томандл, Вељко Петровић и многи други. Олга је била њихов заштитник и мецена, а сам салон је био инспирација свима њима.
У салону је све било по протоколу, од уласка у салон, поздрављања, љубљења руку, давања комплимената. Онда би свако добио своје место у салону, био послужен богатим послужењем, све је изгледало веома отмено. Салон је био намештен у француском стилу Луја XIV, стилске витрине су биле пуне сребра и порцелана, полице су биле пуне књига, а ту се налазио и шаховски сто са фигурама урађеним у уметничком дуборезу. Разговарало се о уметности, размењивале су се идеје, био је то један сасвим другачији свет.
Олга Смедеревац посветила је део свог рада и разним добротворним и патриотским друштвима. Једно време била је потпреседница друштва Добротворна задруга Српкиња панчевачких, где је некада била чланица и њена мајка. Помагала је и организацију Соколско друштво, а била члан и у Колу српских сестара. Била је члан и потпреседница Руско-југословенске заједнице, помагала је хуманитарно српским страдаоцима, који су се налазили у нацистичким логорима широм Немачке. Нека од писама тих логораша чувају се у Историјском архиву у Панчеву. Француска алијанса у Паризу одликовала је потпреседницу Француског клуба Олгу Смедеревац за предани рад у клубу орденом Легије части. За хуманитарни рад на збрињавању руске сиромашне деце и старих лица одликована је орденом Руског црвеног крста 1935. године.
Када је рат почео највећи број српских уметника је престао да слика и повукао се из јавног живота, а неки су пали у војно или политичко заробљеништво. Наравно, салон више није имао онолико гостију као раније, једноставно није било услова за то. Када се рат завршио и сама Олга се повукла из јавног живота, не уклапајући се у новонастало друштво.
Смрћу њеног мужа у новембру 1957. године и Олгина меценска фигура се полако гасила. Ускоро се разболела и за потребе лечења морала је да продаје своје богатство. Полако су се полице празниле и накит и уметнине продавале. Нешто слика стиже и у Народни музеј у Панчеву. Олга је око шездесет година скупљала дела Југословенског сликарства и скулптура, да би то данас представљало Легат Олге и Стевана Смедеревца. Део збирке слика поклонила је свом родном граду, у коме је провела живот, а део је поклонила рођацима, под условом да они то никада не могу дати неком другом граду или држави. И поред болести и сиромаштва интересовање за културу се није смањило, тако је посете лекару у Београду користила да посети изложбе или концерте.
Олга је умрла 22. августа 1973. године у својој 82. години у Панчеву у кући у којој је рођена. Последњих година су разне женске организације и удружења у Панчеву показале велико интересовање за живот и рад Олге Смедеревац. Резултат тога је спомен плоча на њеној родној кући, дело академске вајарке Светлане Каровић Деранић. Не зна се тачно место где је сахрањена.

## Легат Олге Смедеревац
Легат Олге Смедеревац је исто тако значајан као и њен салон. Њена жеља је била да се име ње и њеног мужа нађе на имену легата, што је и испуњено. Колекција Алексић-Смедеревац из Легата Олге и Стевана Смедеревца је завештана тестаментом Народном музеју у Панчеву и отворена је 1975. године као стална поставка музеја, а од 1990. легат је допуњен Феодорином збирком. Збирка је веома значајна за историју међуратне српске и југословенске уметности, као и за историју града Панчева. Легат Олге и Стевана Смедеревца се данас састоји од неколико слика и неколико делова намештаја, међу њима су :
- Портрет Олге Смедеревац из 1924. године, дело Милоша Вушковића
- Чланице Добротворне задруге Српкиња ПанчевачкихЗаклон за пећ-параван са јапанском шаром из 1920. године, урађено у стилу сецесије
- Биста Олге Смедеревац, дело Пере Почека
- Женско друштво у Панчеву 1910.Портрет доктора Стевана Смедеревца, дело Милоша Вушковића, као и многи други предмети велике уметничке вредности.